# Campylophyllum halleri
Campylophyllum halleri (Synonym Campylium halleri, deutsch Hallers Seidenschlafmoos oder Berg-Goldschlafmoos) ist eine Laubmoos-Art aus der Ordnung Hypnales.

## Merkmale
Campylophyllum halleri wächst in dichten, flachen, ausgebreiteten, graugrünen bis goldbraunen Rasen. Die zarten, kriechenden Pflanzen sind mit zahlreichen Rhizoiden fest am Substrat angeheftet und dicht beastet. Die kurzen Äste sind dicht gedrängt beblättert. Die sparrig zurückgekrümmten Blätter sind aus breit eiförmiger Basis plötzlich in eine lange, feine Spitze verschmälert. Die stumpfen Astspitzen haben ein sternförmiges Aussehen. Die flachen Blattränder sind fein gesägt. Die Blattzellen sind linealisch, in den Blattecken befindet sich eine kleine Gruppe von quadratischen bis rechteckigen Zellen. Die Rippe ist oft mit zwei kurzen Streifen angedeutet oder fehlt ganz.
Die Geschlechterverteilung ist autözisch. Die Art fruchtet häufig. Die rötliche Seta ist bis 15 Millimeter lang, die Kapsel geneigt bis horizontal und etwas gekrümmt, bis 1,8 Millimeter lang, entleert unter der Mündung verengt. Der konvexe Deckel ist dick und stumpf gespitzt. Die Sporengröße ist 10 bis 14 Mikrometer.

## Verbreitung und Standortansprüche
Weltweit ist die Art verbreitet in Europa, im Kaukasus, in Nord-, Zentral- und Ostasien und in Nordamerika. In Mitteleuropa ist sie als Gebirgsmoos nur in den Kalkalpen häufig, in Bayern, Baden-Württemberg, im Thüringer Wald und im Erzgebirge selten, sonst sehr selten oder fehlend.
Das Moos wächst von der montanen bis zur alpinen Höhenstufe an feuchten bis trockenen, schattigen Kalkfelsen, auch an Mauern.